# آنتون زمالیانوخین
آنتون زمالیانوخین (روسی: Антон Александрович Землянухин؛ زادهٔ ۱۱ دسامبر ۱۹۸۸) بازیکن فوتبال اهل قرقیزستان است.
از باشگاه‌هایی که در آن بازی کرده‌است می‌توان به باشگاه فوتبال غیرت، باشگاه فوتبال رادنیشکی نیش، باشگاه فوتبال طراز، باشگاه فوتبال عبدیش-آتا قند، باشگاه فوتبال آق‌تپه و باشگاه فوتبال گیرسون اسپور اشاره کرد.
وی همچنین در تیم ملی فوتبال قرقیزستان بازی کرده‌است.